# 津巴布韦金
津巴布韦金（英語：Zimbabwe Gold）是津巴布韦的官方货币，自2024年4月8日正式流通，由外币、黄金和其他贵金属等总值5.75亿美元的硬资产支撑。津巴布韦金取代了贬值势头迅猛的即時總額清算元。